# Hazor
Hazor (heb. חצור [hacor] = "ograđeni prostor"; grč. Ασωρ [asōr], Ασωρα [asōra]) je stari utvrđeni grad na sjeveru Galileje, uz sjeverozapadni rub doline Hule, oko 14 km sjeverno od Galilejskog jezera.
Njegov mu je strateški položaj donio naslov "vrata zemlje", jer se nalazio na stjecištu glavnih trgovačkih puteva od Sidona prema Bet Šeanu i od Damaska prema Megidu.
God. 2005., Hazor je, zajedno s gradovima Megido i Tel Beer Ševa, upisan na UNESCO-ov popis mjesta svjetske baštine u Aziji i Oceaniji.

## Biblijski izvještaji o Hazoru
U Bibliji se Hazor spominje u kontekstu izraelskog osvajanja zemlje u doba Jošue (vidi Povijest Izraela i Palestine), što bi se moglo smjestiti u 11. st. pr. Kr. Ondje se govori o koaliciji sjevernih gradova pod vodstvom Jabina, hazorskoga kralja, a protiv Izraelaca. Jošua je razorio Hazor, koji se potom pojavljuje na popisu osvojenih gradova te je dodijeljen izraelskom plemenu Naftali.
Grad se ponovno spominje u vezi s izraelskim sucima Deborom i Barakom. I ondje se kao kralj Hazora spominje Jabin i vjerojatno je da je ovdje riječ o točnom podatku, dok je u izvještaju o osvajanju zemlje njegovo ime umetnuto.
Kasnije, u 10. – 11. st. pr. Kr., Hazor je utvrdio kralj Salomon. Na koncu ga je, oko 733. pr. Kr., osvojio asirski kralj Tiglat Pileser III.
Spominje se još jednom u doba Makabejaca, a u kontekstu bitke židovskoga vođe Jonatana protiv Demetrija II. Nikatora iz helenističke dinastije Seleukovića.

## Arheološki ostaci
1928. počelo se s istraživanjem ostataka Hazora na brežuljku koji se arapski zove Tel el-Qedah, a arheološki su radovi, s prekidima, nastavljeni sve do današnjeg dana.
Među ruševinama nađeni su ostaci iz srednjeg i mlađeg brončanog doba, kao i iz željeznog doba. Među njima je nađeno svetište s uzdignutim kamenom koji predstavlja božanstvo, iz 11. – 10. st. pr. Kr. Osim toga, tu su i ostaci tipične seoske kuće s četiri prostorije iz istoga razdoblja. Nađena su i gradska vrata iz 10. ili 9. st. pr. Kr., te grad iz 9. i 8. st. pr. Kr., to jest, iz doba kraljeva Ahaba i Jeroboama II. u sjevernom izraelskom kraljevstvu, kada je ono bilo na svome vrhuncu.
Posebna je zanimljivost velika cisterna za vodu s pristupnim stepenicama, što je omogućavalo gradu da izdrži i osobito dugotrajne opsade.
Točno datiranje pojedinih nalaza i njihovo dovođenje u vezu s pojedinim biblijskim likovima do danas je predmetom žive rasprave među znanstvenicima.

## Pisani izvori
Brojni su izvanbiblijski izvori koji govore o Hazoru. Među njima tu su: egipatska prokletstva (tzv. eksekracijski tekstovi; 20. st. pr. Kr.), arhiv iz Marija (19. st. pr. Kr.), popis gradova Tutmozesa III. (15. st. pr. Kr.), pisma iz Amarne, te popisi Aminofisa II. i Setija I. (14. st. pr. Kr.). Takvo bogatstvo pisanih izvora govori o velikom zanimanju što ga je položaj i značenje Hazora izazivao među okolnim narodima kroz čitavo 2. tis. pr. Kr.
Arheolozi se nadaju da će jednom naći i hazorski arhiv u koji je mogao biti pohranjen dio dopisivanja s okolnim vladarima.